# Belcodène
 Belcodène  es una comuna y población de Francia, en la región de Provenza-Alpes-Costa Azul, departamento de Bocas del Ródano, en el distrito de Marsella y cantón de Roquevaire.
Su población en el censo de 1999 era de 1.434 habitantes.
Está integrada en la Communauté d’agglomération Garlavan Huveaune - Sainte Baume .

## Demografía
| 131 | 195 | 327 | 542 | 865 | 1434 |
| Para los censos de 1962 a 1999 la población legal corresponde a la población sin duplicidades (Fuente: INSEE [Consultar]) |     |     |     |     |      |

43°25′38″N 5°35′22″E / 43.42722, 5.58944
- Wikimedia Commons alberga una categoría multimedia sobre Belcodène.

- Datos: Q384306
- Multimedia: Belcodène / Q384306

1. ↑  Worldpostalcodes.org, código postal n.º 13720.
2. ↑  INSEE, Datos de población para el año 2012 de Belcodène (en francés).